# Цанков, Драган
Драган Киряков Ца́нков (болг. Драган Киряков Цанков; 9 ноября 1828, Свищов, Османская империя — 24 марта 1911, София, Болгария) — болгарский политический деятель. Третий по счёту глава правительства автономного Болгарского княжества (апрель — декабрь 1880 года).

## Биография
Учился в Одессе, Киеве и Вене. С 1857 года жил в Константинополе, был учителем во французском училище. Тогда же и там же основал в католическом монастыре болгарскую типографию, в которой печатал болгарские книги и журналы.
С 1859 по 1863 год издавал еженедельную газету «България», в обычном тоне подцензурных газет, издаваемых в Турции. Тем не менее газета старалась, насколько это было возможно, пробуждать в болгарах чувство национальной самостоятельности и за невозможностью отстаивать её против турок вела кампанию против греков, в особенности по вопросу о самостоятельности болгарской церкви. Увлечение этой борьбой в связи с отсутствием веры в Россию, разбитую в Крымской кампании, скоро привело Цанкова к пропаганде католицизма; «только слепые, — писал он в 1859 году, — не могут отличить истинно христианского дела римской пропаганды от истинно дьявольского дела панславизма и панэллинизма».
В 1860 году ездил в Рим, где принял католицизм; в декабре был одним из инициаторов унии константинопольских болгар с Римом. 
В 1863 году занял в Свищове место драгомана и директора паспортов.
В 1864 году был приглашён Мидхадом-пашой, управлявшим тогда Дунайским вилайетом, в Рущук, где занимал различные должности на турецкой государственной службе (инспектора турецкого пароходства, члена суда и др.); в то же время основал и вёл болгарскую типографию в Рущуке. Позже переменил ряд должностей в различных городах; между прочим, был цензором болгарских книг в Константинополе. Во всех этих должностях он, оставаясь в глубине души болгарином, умел ладить с турецкими властями и быть исправным турецким чиновником. За это время он написал: «Кратка Българска История» (Царьград, 1868) и «La Bulgarie» (вместе с М. Балабановым, Лондон, 1876), перевёл на болгарский язык «Тьмниците ми от Силвио Пелико» и редактировал в разное время, каждый раз неподолгу, журналы: «Читалище», 1870, «Источно время», 1874, «Руководитель на основното учение», 1874 (педагогический журнал).
От революционной деятельности Цанков стоял в стороне, но тем не менее пользовался значительным уважением даже среди радикальных элементов. Во время русско-турецкой войны 1877—1878 годов он занял место тырновского вице-губернатора; в Тырнове был избран в первое (учредительное) народное собрание (1879), где занял место в рядах либералов. После вступления на престол Александра Баттенберга Цанков был недолго болгарским дипломатическим агентом в Константинополе.

## Глава Правительства
В марте 1880 года ему было поручено сформировать кабинет; кроме председательства он взял иностранные дела, Каравелову поручил финансы. Его кабинет не вызвал доверия России, вооружил против себя духовенство и пал в ноябре 1880 года. Новый кабинет составил Каравелов; Цанков получил в нём внутренние дела, но в декабре должен был выйти в отставку вследствие столкновения с князем. Цанков считался тогда либералом (Каравелов — радикалом) и не был ещё русофилом; к этому времени относится его сказанная в письме, но затем опубликованная фраза, что если русские будут продолжать вести себя по отношению к Болгарии так, как ведут себя теперь, то болгары заявят: «мы не хотим ни русского меда, ни русского жала».
После государственного переворота 1881 года Цанков был арестован и затем интернирован во Враце. После восстановления конституции в 1883 году он вторично составил кабинет, в котором взял себе внутренние дела, а консерватору Стоилову поручил министерство юстиции. Этот кабинет вёл борьбу с радикальной оппозицией (Каравелов, Стефана Стамбулов).
В начале 1884 года Цанков распустил народное собрание. Выборы происходили при небывалой до тех пор и после того свободе и законности; никаких насилий и фальсификаций не было. Выборы дали большинство Каравелову, и Цанков тотчас уступил ему место. Каравелов повёл политику, враждебную России (присоединение Восточной Румелии, война с Сербией, начало раздоров с которой восходит ко времени кабинета Цанков, захватившего кусок сербской территории вследствие изменения течения р. Тимока), а Цанков стал определённым и ярким русофилом. Личная роль его в государственном перевороте 9 августа 1886 года, свергшем князя Александра, не совсем ясна.
Занял место в рядах созданного им временного правительства (9—12 августа ст. ст. 1886 года), во главе которого стоял митрополит Тырновский Климент, и подписал прокламацию, оправдывавшую переворот той изменой, которую допустил князь по отношению к России.

## Эмиграция
После торжества Стамболова Цанков должен был покинуть Болгарию и поселиться в Санкт-Петербурге, где жил на пенсию от русского правительства. В это время он считался вождём партии «цанковистов», бывшей партией непримиримой оппозиции; в действительности, однако, престарелый и больной Цанков был неспособен к деятельности и был только ширмой, именем; за него действовали Бендерев, Груев и всего более его зять Людсканов.
От его имени время от времени выпускались манифесты, в которых говорилось о необходимости безусловно следовать указаниям России, великой освободительницы и покровительницы Болгарии, и о невозможности примириться с князем Фердинандом, как незаконным правителем, даже в том случае, если бы он дал отставку Стамбулову. После падения последнего Цанков вернулся в Софию на основании амнистии, был принят князем в аудиенции и немедленно примирился с ним. Он был избран в народное собрание, но не мог играть сколько-нибудь заметной роли, так что даже цанковистский кабинет Данева 1902 г. был составлен без него.
Цанков — человек, не имеющий серьёзного образования, плохо владеющий иностранными языками, даже русским, несмотря на многие годы, проведённые в России, но искусный дипломат, воспитавшийся в турецкой школе, умеющий превосходно лавировать между партиями и личностями и извлекать из них пользу.
В 1902 году выработал законопроект о народном просвещении, направленный против начальных учителей, чем вызвал со стороны последних сильную неприязнь.
Кроме общих сочинений по истории Болгарии, из коих в цанковистском духе написаны: Drandar, «Cinq ans de règne» (П., 1884) и его же, «Les événements politiques en Bulgarie» (П., 1896), см. Ю. Иванов, «Българский периодически печатъ» (т. 1, София, 1893).